# Opramoas

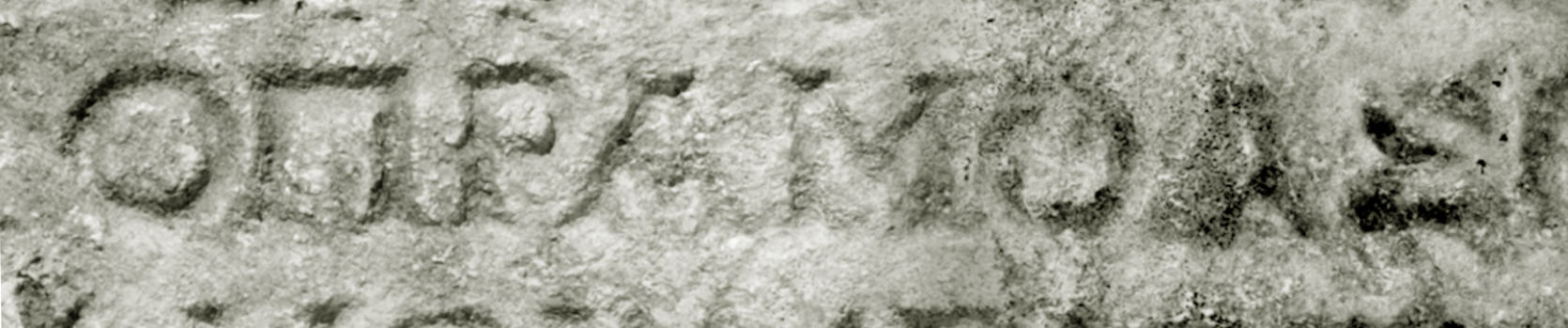
Nome de Opramoas na inscrição em seu mausoléu

Opramoas foi um político, sacerdote e magnata lício ativo no século II d.C., o mais bem documentado evergeta das províncias orientais do Império Romano, e um dos maiores em todo o mundo clássico.

## Biografia
Era filho de Apolônio de Rodiápolis e de uma mulher de Coridala. Sua família era notável e riquíssima, e vinha desempenhando há gerações altas funções na Federação Lícia, produzindo presidentes, estrategos e capitães de cavalaria. Seu irmão Apolônio foi escrivão e presidente da Federação e sumo sacerdote do culto imperial.
Quando jovem seu pai arranjou para que ocupasse cargos públicos em Rodiápolis e posições federativas de segundo escalão. Depois ocupou o importante cargo de coletor de impostos da Federação. Colaborou na organização da viagem do imperador Trajano à Lícia em 117, em torno de 134, no reinado de Adriano, foi nomeado sumo sacerdote do culto imperial na Lícia, e no reinado de Antonino Pio continuou como sacerdote imperial e chegou à presidência da Federação.

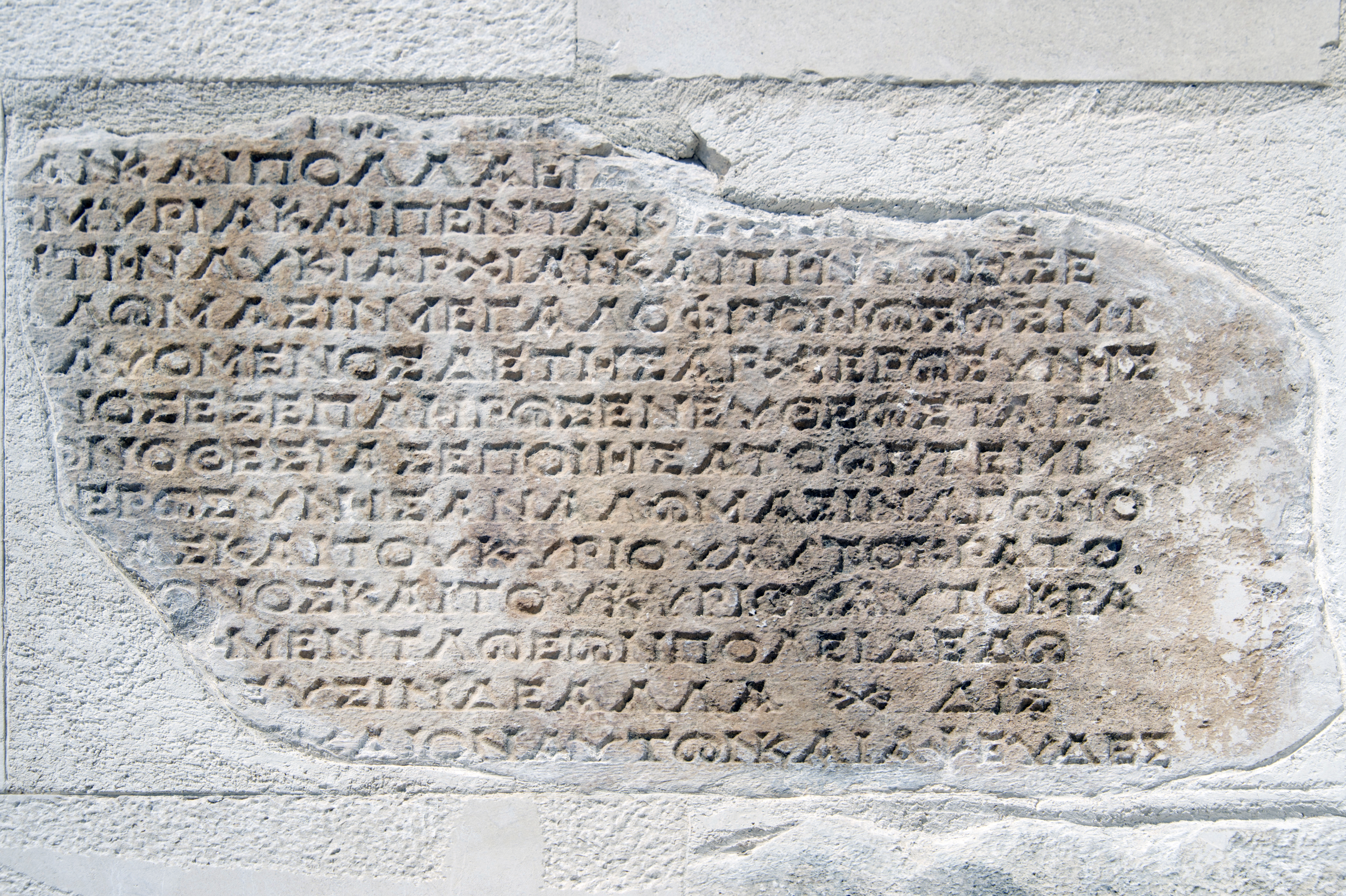
Fragmento de inscrição do mausoléu

Sua atividade como evergeta é documentada na extensa inscrição que cobria as paredes do que geralmente se considera ser seu mausoléu na antiga Rodiápolis, na periferia da atual cidade turca de Kumluca. Contudo, é incerto se o edifício é de fato um mausoléu, pois os costumes gregos impediam o sepultamento dentro dos muros da cidade. A inscrição é a mais extensa encontrada na Anatólia, a mais extensa referente a qualquer evergeta da Antiguidade Clássica, e um dos mais longos textos epigráficos em grego, reproduzindo o conteúdo de 12 cartas de imperadores romanos, 19 cartas de procuradores e legados imperiais da Lícia, 32 decretos da Federação e cartas de várias cidades, totalizando 70 textos e mais de sete mil palavras, cobrindo o período entre os anos de 136 e 153. Outras inscrições encontradas em várias cidades complementam o conhecimento sobre o personagem.

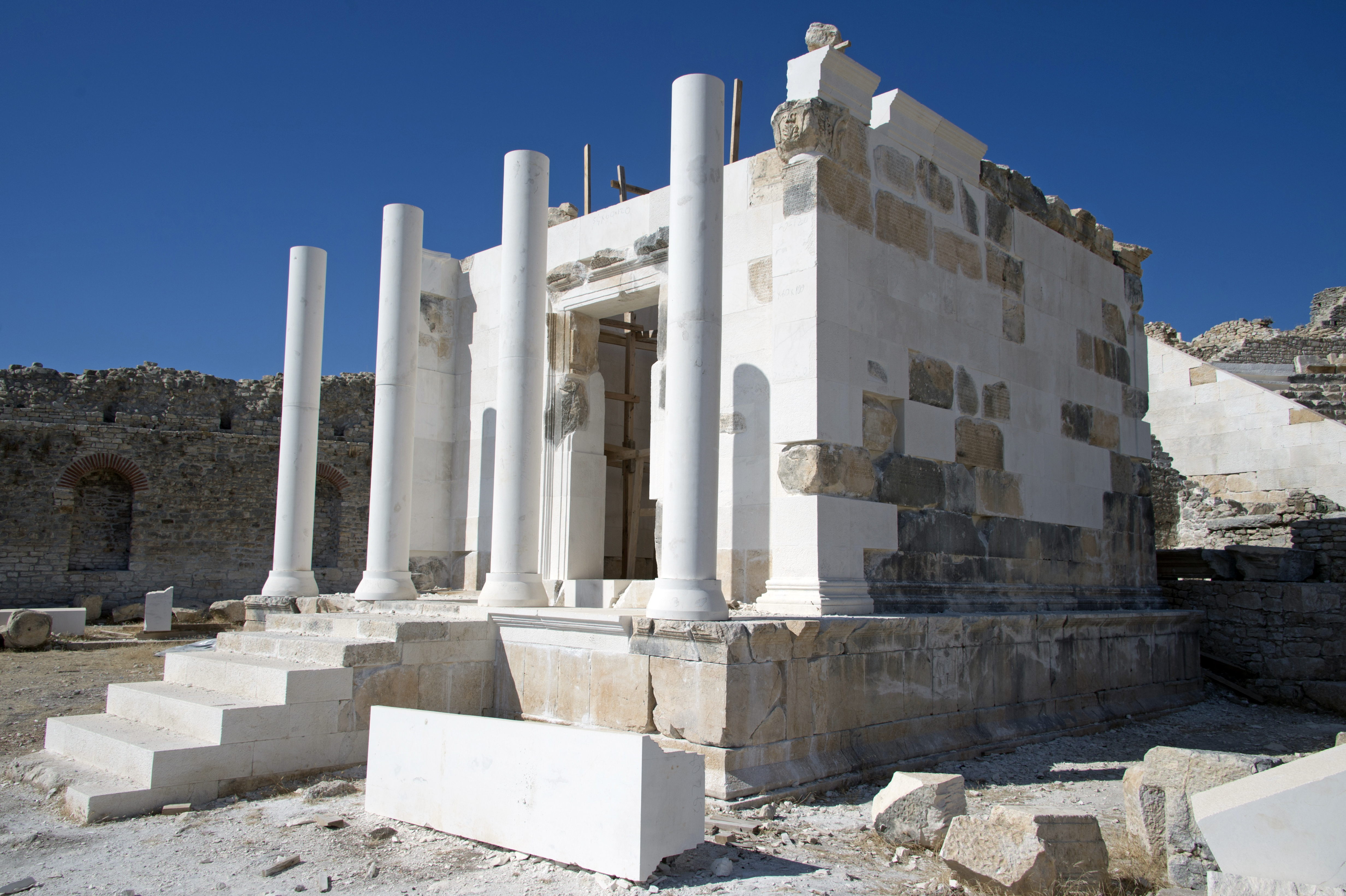
O mausoléu de Opramoas em Rodiápolis, em fase de reconstrução

O mausoléu ocupava uma posição central em Rodiápolis, situado na praça diante do teatro. Tinha o formato de um pequeno templo grego, com uma área de 8 x 7 metros. Segundo Christina Kokkinia, a construção teve claramente uma finalidade de promoção política e social, e Opramoas parece ter usado a arquitetura tanto para marcar a ocasião de sua própria elevação aos níveis mais altos da sociedade lícia, assim como para afirmar o status de sua família como um ator relevante na política provincial. Mesmo com seu objetivo propagandístico, a ereção de monumentos como esse requeria a aprovação de autoridades locais e imperiais.
Em 1842 o monumento foi encontrado por um grupo de arqueólogos, estando quase todo destruído, iniciando um penoso trabalho de recomposição da inscrição a partir dos fragmentos que jaziam nos arredores. A inscrição recebeu considerável atenção acadêmica, sendo objeto de vários estudos. Também chamou a atenção dos eruditos a sua alta qualidade literária (provavelmente melhorando a linguagem dos documentos originais), a quase inexistência de erros de ortografia, que são comuns em inscrições monumentais, e o refinamento do entalhe das letras na pedra, sendo evidente que foi tomado grande cuidado e investida uma alta soma em sua elaboração. Nas palavras de Alexis D'Hautcourt, é "um documento extraordinário sobre a vida provincial no Império Romano e sobre sua elite". Um restauro do mausoléu começou em 2006. Escavações recentes na área vêm descobrindo novos fragmentos da inscrição.
Apesar da quantidade de informação extraída da inscrição, ela se refere principalmente às opulentas doações que fez para a Federação e pelo menos trinta cidades, e às honras que recebeu, mas Opramoas não é documentado em nenhum texto literário conhecido e sua vida permanece um tanto obscura. Tampouco se sabe algo de sua educação, se ele tinha a cidadania romana como alguns de seus parentes, ou como ele e sua família adquiriram tamanha riqueza.

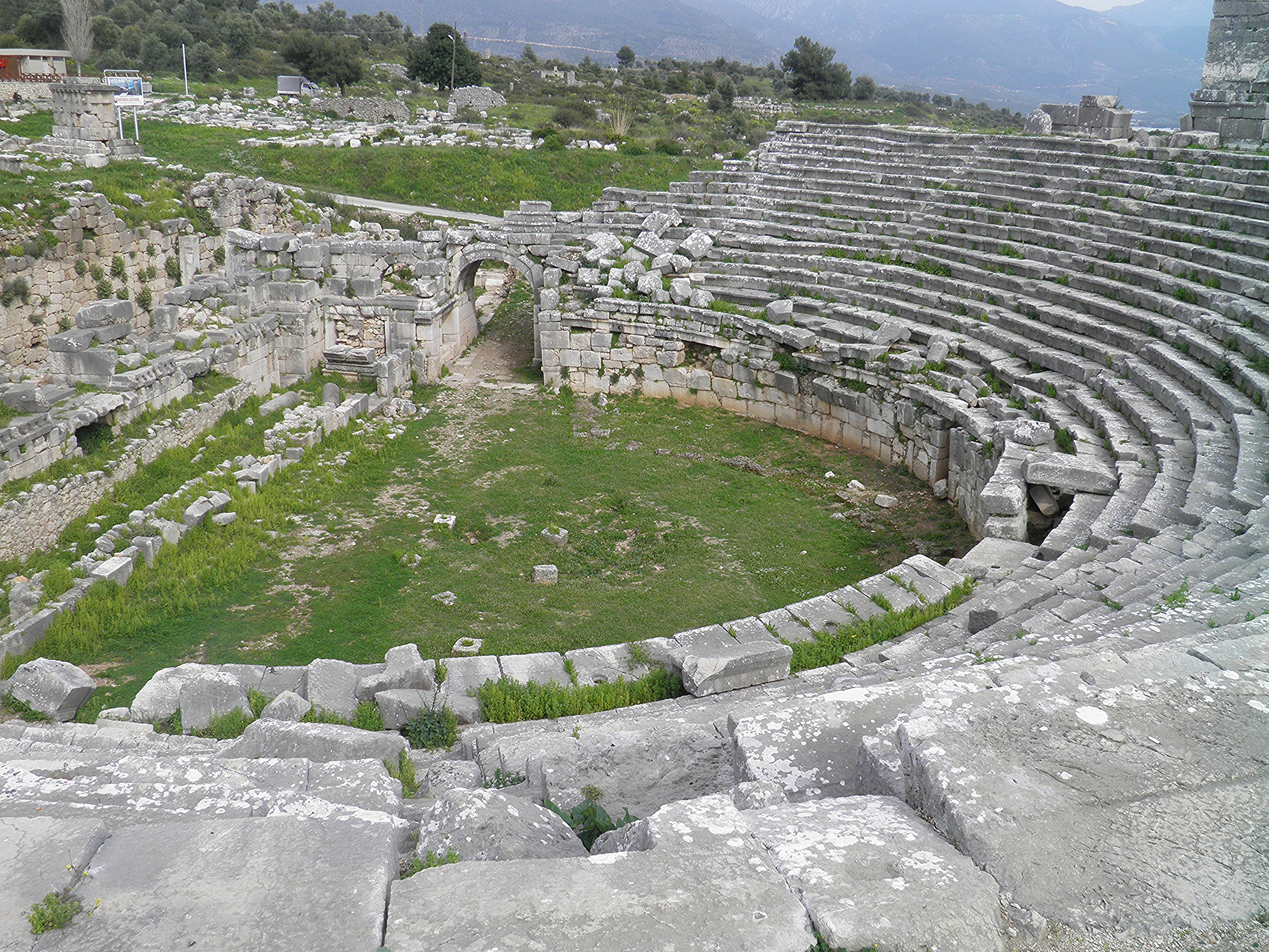
O teatro de Xanto, financiado por Opramoas

Os textos não descrevem com muito detalhe a que fim se destinavam as doações, muitas menções não dão nenhuma indicação do objetivo e muitas não indicam a quantia. São explicitadas doações para a Federação; criação de um fundo de 55 mil denários para distribuição entre as pessoas que compareciam à Assembleia federativa; em várias cidades distribuiu dinheiro e grãos, financiou obras de embelezamento urbano, jogos atléticos, combates de gladiadores, festivais, procissões e a construção de diversos edifícios, incluindo três templos, três termas, um teatro e a entrada de um porto; pagou parte dos impostos devidos ao Império por várias cidades; doou 20 mil denários para o oráculo de Apolo em Patara e 100 mil denários para um santuário; doou uma fazenda para a cidade de Tlos que auferia uma renda de 1.250 denários anuais, e foi especialmente generoso na ajuda a muitas cidades durante o esforço de reconstrução depois do devastador terremoto ocorrido no ano 141. As cidades que receberam as maiores doações foram Mira, com mais de 120 mil denários, e Tlos, com 80 mil. Também beneficiou muitos indivíduos na pobreza e providenciou dotes de casamento para donzelas. Suas doações conhecidas somaram mais de um milhão de denários, uma enorme fortuna, e se uma outra inscrição encontrada em Xanto, que não menciona o benfeitor, se referir a ele, como pensa a maioria dos historiadores, o total chegaria a quase o dobro.

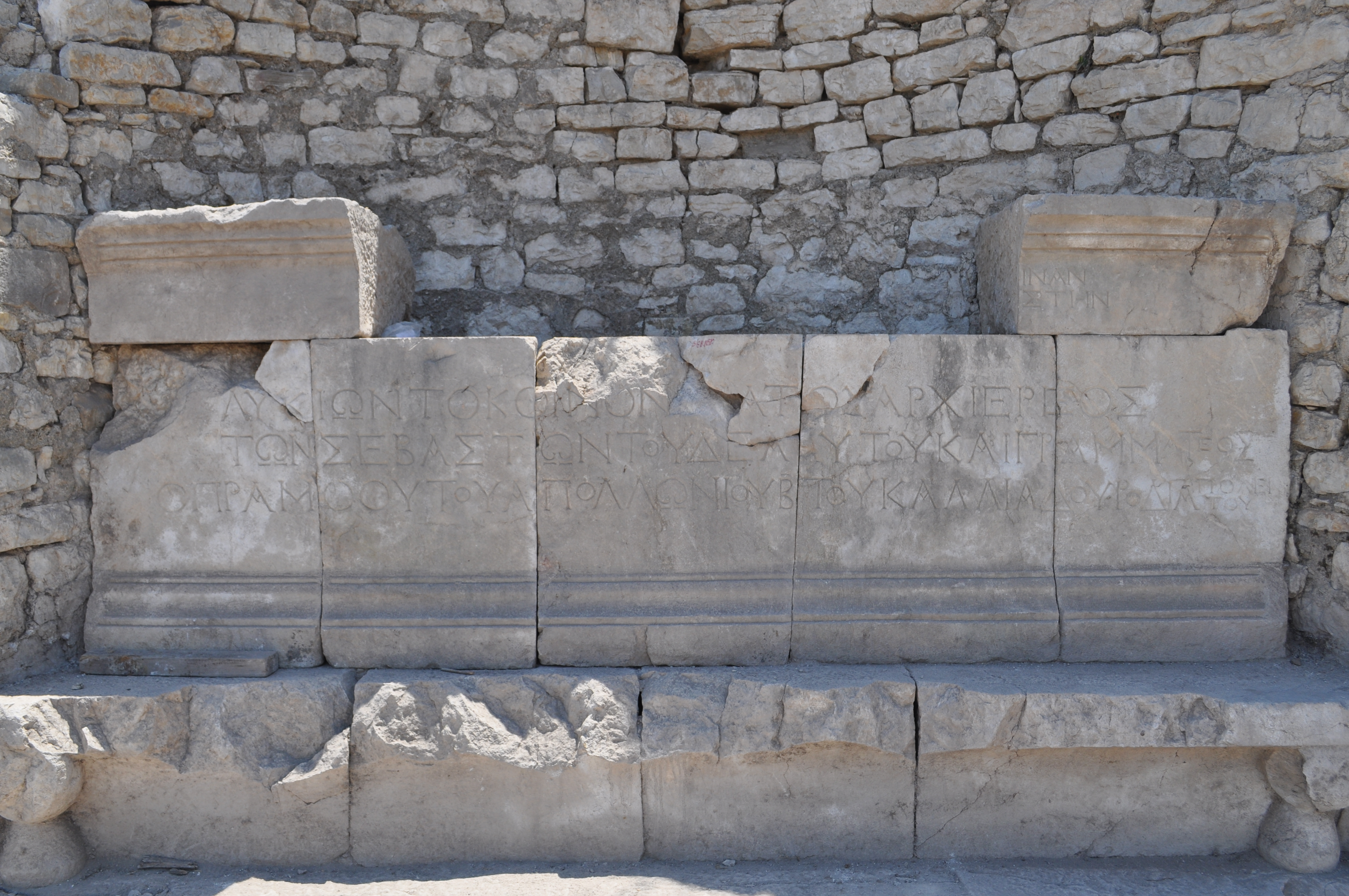
Fragmento de uma outra inscrição comemorativa do benfeitor em Rodiápolis

Sua munificência foi excepcional entre os evergetas da Antiguidade Clássica tanto no volume de recursos quanto no número de cidades beneficiadas, só sendo superado pelos reis helenísticos, os imperadores romanos, alguns membros das famílias imperiais e poucos outros indivíduos da elite romana, e foi recompensada com numerosas honras oficiais, incluindo a cidadania de diversas cidades. Um trecho da inscrição do mausoléu afirma que ele recebeu honras que ninguém antes havia recebido, mas não é clara no que isso teria consistido. Um dos decretos da Federação ordenava que recebesse homenagens em todas as cidades da Lícia todos os anos, e outro determinava que fosse homenageado com estátuas e retratos. Outro trecho da inscrição parece dizer que ele recebeu a cidadania de todas as cidades lícias, mas é assegurada apenas a de Coridala, Mira, Patara, Xanto, Tlos, Telmessos, Limira e Fáselis. Essas cidadanias provavelmente eram apenas honorárias, e a crítica mais recente tende a considerar que foi um cidadão efetivamente com direitos políticos apenas em Rodiápolis. De qualquer forma, essas múltiplas homenagens atestam que ele foi uma figura de primeiro plano na Lícia de seu tempo.
Alguns de seus descendentes foram senadores romanos. Opramoas é um personagem secundário mas recorrente no romance Memórias de Adriano de Marguerite Yourcenar.